# Трейлор, Мелвин Альва младший
Мелвин Альва Трейлор младший (1915—2008) — американский орнитолог.

## Биография
Сын чикагского банкира Мелвина Альвы Трейлора. Во время Второй мировой войны был лейтенантом морской пехоты США и в 1942 служил на Гуадалканале. Награждён медалью Серебряная звезда. В Битве за Тараву был тяжело ранен и потерял глаз. После войны продолжил работать на Филдовский музей естественной истории (начал в 1937 году). Там он трудился вплоть до выхода на пенсию в 1980-х, после чего стал в музее куратором-эмеритусом. Совершал экспедиции в Африку (совместно с Остином Лумером Рэндом), Южную Америку и Азию. В 1960 был одним из членов экспедиции World Book Encyclopedia Scientific Expedition в Гималаи под руководством сэра Эдмунда Хиллари.
Стал одним из авторов Check-list of Birds of the World, 16 томов которого увидели свет с 1931 по 1987 год. Трейлор описал род птиц Zimmerius и виды Cisticola restrictus и Megascops ingens. Вид птиц Tolmomyias traylori был назван в его честь. В 2001 Трейлор и Пейнтер (Raymond A. Paynter) получили от Американского орнитологического общества награду Эллиота Куэса.

## Избранные публикации
- 1947: Subspecies of Aratinga acuticaudata (Fieldiana. Zoology: Volume 31, part 21; Pub. no.608)
- 1948: New Birds from Peru and Ecuador (Fieldiana. Zoology: Volume 31, part 24; Pub. no.619)
- 1949: Notes on Some Veracruz Birds (Fieldiana. Zoology: Volume 31, part 32; Pub. no.635)
- 1951: Notes on Some Peruvian Birds (Fieldiana. Zoology: Volume 31, part 51; Pub. no.676)
- 1952: Notes on Birds from the Marcapata Valley, Cuzco, Peru (Fieldiana. Zoology: Volume 34, part 3; Pub. no.691)
- 1958: Birds of Northeastern Peru (Fieldiana. Zoology: Volume 35, part 5; Pub. no.844)
- 1959: Three New Birds from West Africa (Fieldiana. Zoology: Volume 39, part 25; Pub. no.865) (with A. L. Rand)
- 1961: Notes on Nepal Birds (Fieldiana. Zoology: Volume 35, part 8; Pub. no.917)
- 1962: New Birds from Barotseland (Fieldiana. Zoology: Volume 44, part 12; Pub. no.955)
- 1964: Further Notes on Nepal Birds (Chicago Natural History Museum)
- 1967: A Collection of Birds from Szechwan, 1967 (Chicago Natural History Museum, Fieldiana: Zoology, Volume 53, Number 1: pages 1–67 with 1 map figure)
- 1967: Collection of Birds from the Ivory Coast (Fieldiana. Zoology: Volume 51, part 7; Pub. no.1033)
- 1968: Distributional Notes on Nepal Birds, 1968 (Chicago Natural History Museum, Fieldiana: Zoology, Volume 53, Number 3: pages 147—203)
- 1977: A Classification of the Tyrant Flycatchers (Tyrannidae), 1977 (Harvard University, Cambridge, Massachusetts, Bulletin of the Museum of Comparative Zoology, Volume 148, Number 4: pages 129—184 with 10 figures and 4 tables)
- 1977: Ornithological Gazetteer of Ecuador (with Raymond A. Paynter)
- 1982: Notes on Tyrant Flycatchers (Aves: Tyrannidae) (Fieldiana. New Series Zoology: Volume 13; Pub. no.1338)
- 1988: Geographic Variation and Evolution in South American Cistothorus platensis (Aves: Troglodytidae) (Fieldiana. New Series Zoology: Volume 48; Pub. no.1392)